# 御座致辞
御座致辞（英語：speech from the throne，或）是指在某些君主作为国家元首的国家，君主（例如英国君主）或其代表（例如加拿大君主之代表加拿大总督）在立法机关（例如英国议会或加拿大国会）开始新会期前（不过偶有闭幕时）上，向立法机关的议员发表预先准备好的演说的仪式。演说通常会涵盖政府施政大纲以及下议院新会期的立法议程等。该过程通常定期举行，并会伴随一些正式的传统仪式。仪式通常在建筑中央设有君主的御座（throne），该仪式因此得名。御座致辞通常是国会开幕大典的一部分。
君主在历史上曾经能够直接影响政府的决策，那时的御座致辞会直接对政府的政策和目标进行规划。那时御座致辞的文稿通常由君主的顾问官起草，君主负责审阅和修订。而在今天的君主立宪制国家，无论是基于法律或是传统，御座致辞的文稿都是由內閣的大臣和官員准备，君主或其代表只负责在仪式上宣读它。

### 加拿大
- Speech from the Throne （页面存档备份，存于）
- Parliament of Canada records of past Speeches from the Throne and Motions for Address in Reply （页面存档备份，存于）

### 英国
- Queen's Speech in the UK Parliament 2009 （页面存档备份，存于） – BBC
- Queen's Speech in the UK Parliament 2008 （页面存档备份，存于） – BBC
- Queen's Speech in the UK Parliament 2007 （页面存档备份，存于） – BBC
- Queen's Speech in the UK Parliament 2006 （页面存档备份，存于） – BBC
- Queen's Speech in the UK Parliament 2005 （页面存档备份，存于） – BBC
- All speeches in Parliament by the Queen （页面存档备份，存于） – They Work For You